# Onkokepon articulatus
Onkokepon articulatus là một loài chân đều trong họ Bopyridae. Loài này được An, Yu & Li miêu tả khoa học năm 2006.